# Miloslav Tichý
Miloslav Tichý (* 22. února 1956) je bývalý český fotbalista, záložník.

## Fotbalová kariéra
Odchovanec Slavie Praha. V československé lize hrál za TJ Bohemians ČKD Praha a TJ Sklo Union Teplice, nastoupil v 51 ligových tkáních a dal 2 góly. Do Teplic přišel v roce 1980 z Bohemians a v roce 1985 odešel do Kladna, kde kariéru zakončil. Nadále se věnoval fotbalu jako trenér.

## Ligová bilance
| Ročník                                   | Zápasy | Góly | Minuty | Klub                   |
| ---------------------------------------- | ------ | ---- | ------ | ---------------------- |
| 1. československá fotbalová liga 1979/80 | 24     | 0    | 1.350  | TJ Bohemians ČKD Praha |
| Česká národní fotbalová liga 1980/81     | -      | -    | -      | TJ Sklo Union Teplice  |
| Česká národní fotbalová liga 1981/82     | 25     | 7    | -      | TJ Sklo Union Teplice  |
| Česká národní fotbalová liga 1982/83     | 18     | 2    | -      | TJ Sklo Union Teplice  |
| 1. československá fotbalová liga 1983/84 | 27     | 2    | 2.166  | TJ Sklo Union Teplice  |
| Česká národní fotbalová liga 1984/85     | 6      | 0    | -      | TJ Sklo Union Teplice  |
| CELKEM 1. liga                           | 51     | 2    | 3.516  |                        |